# 1913 aux échecs
| Années des échecs : 1910 - 1911 - 1912 - 1913 - 1914 - 1915 - 1916    |
| Décennies des échecs : 1880 - 1890 - 1900 - 1910 - 1920 - 1930 - 1940 |

Cet article présente les faits marquants de l'année 1913 aux échecs.

## Championnats nationaux
- Belgique : F-H. Königs remporte un championnat, non officiel[1].
- Canada : John Morrison remporte l e championnat[2],[Note 1].

- Écosse : AJ Mackenzie remporte le championnat[3]

- Pays-Bas : Johannes Esser remporte le championnat [4]. Le championnat a lieu tous les deux ou trois ans.

- Royaume-Uni de Grande-Bretagne et d'Irlande : Frederick Yates remporte le championnat[5].

- Suisse : Andreas Duhm remporte le championnat [6].

## Naissances
- Elisabeth Bykova
- Erich Eliskases
- Alexandre Kotov

## Nécrologie
- En 1913 : Raphael Falk (en)
- 23 avril : Alexeï Fiodorovitch Gontcharov (en)
- 17 août : Wilhelm Cohn
- 28 août : Leopold Hoffer (en)
- 11 septembre : Julius Perlis
- 17 septembre : Kasimir de Weydlich (en)
- 8 octobre : David Graham Baird (en)
- 22 novembre : Yosef Rosenthal (en)